# ドラジェン・ペトロヴィッチ
ドラジェン・ペトロヴィッチ (Dražen Petrović, 1964年10月22日 - 1993年6月7日) は、クロアチアのバスケットボール選手。ポジションはシューティングガード。ユーゴスラビア代表、クロアチア代表の中心選手としてオリンピック、世界選手権などで何度もメダルを獲得した。またNBAで最初に成功を修めたヨーロッパ出身選手の1人と考えられている。兄のアレクサンダル・ペトロヴィッチもバスケットボール選手で1984年ロサンゼルスオリンピック、1986年バスケットボール世界選手権では共にユーゴスラビア代表として銅メダルを獲得している。

## 経歴
クロアチアのシベニクでセルビア人の父親とクロアチア人の母親の間に生まれた。13歳の時にユーゴスラビア1部リーグに所属するKKシベンカのユースチームのセレクションを受けて加入、15歳の時にはトップチームに昇格した。彼はチームの若きスターとして1982年、1983年のコラチカップでは共に準優勝している。1983年のユーゴスラビアクラブ選手権では試合終了間際に2本のフリースローを決めてKK ボスナを破り優勝したが翌日になってユーゴスラビアバスケットボール協会より、審判による不正な笛があったとしてノヴィ・サドでの再試合を行うと決定が下されたが彼らは再試合を拒絶したため優勝は剥奪された。
1年間の兵役を務めた後、1984年にザグレブを本拠地とするKKツィボナに移籍した。彼が移籍した初年度、チームはユーゴスラビア選手権とナショナルカップに共に優勝、欧州チャンピオンズカップ決勝で彼は36得点をあげて、チームは87-78でレアル・マドリード・バロンセストを破り優勝した。翌年も決勝でアルヴィーダス・サボニス率いるBCジャルギリス戦で22得点をあげる活躍を見せ、チームは連覇を果たした。同年のナショナルカップでも古くからのライバルであるボスナ戦で46得点をあげて優勝した。1987年にはヨーロピアンカップ・ウィナーズカップ決勝で28得点をあげてビクトリア・リベルタス・ペサロを破り自身3度目のヨーロッパ大会優勝を果たした。4年間のチーム在籍で彼はユーゴスラビアリーグでは平均37.7得点、ヨーロッパのクラブ大会で平均33.8得点、40得点以上、50得点以上をあげる試合は何度もあり、出場した112試合中の自己ベストは62得点であった。1986年のヨーロピアンリーグの対CSPリモージュ戦では10本の3ポイントシュート（前半だけで7本の3ポイント）を含む51得点10アシストをあげている。また同じ大会でのイタリアリーグチャンピオンのオリンピア・ミラノ戦では45得点、25アシストをあげた。彼に対して1986年のNBAドラフトでポートランド・トレイルブレイザーズがドラフト3巡目全体60番目に指名していたが、彼は1988年にスペインリーグのレアル・マドリード・バロンセストと400万ドルの契約を結び入団した。リーグ戦は5位に終わったがカップ戦で優勝、ヨーロッピアンウィナーズカップ決勝でスナディエロ・カセルタを破り優勝した。リーガACBでの活躍は1年間であったが、彼は未だにリーガACB記録であるファイナルでの42得点、1試合最多3ポイントシュート成功数8の記録を残している。更なる高みであるNBAにチャレンジすることを決意した彼に対してポートランド・トレイルブレイザーズはレアル・マドリードへの契約違約金（およそ150万ドル）を支払うことで彼はついにNBAでプレイすることとなった。

## NBA入り
輝かしい実績をあげた彼は、1989-90シーズンよりNBAのポートランド・トレイルブレイザーズでプレイすることとなったが、言葉の障壁もあり、またバックコートにクライド・ドレクスラー、テリー・ポーターがいたこともあり満足するプレイ時間を与えられることはなかった。ヨーロッパ最優秀選手に選ばれたこともある彼は平均12分しかプレイさせてもらえず1試合平均7.4得点をあげるに留まった。1990/91年シーズンになるとプレイタイムは平均7分まで減り、彼の不満は爆発するようになった。38試合が終了（そのうち20試合は出場時間0）したところでデンバー・ナゲッツとの三角トレードで彼はニュージャージー・ネッツに移籍することとなった。
1991年1月23日に加入したネッツは、ケニー・アンダーソン、デリック・コールマンがいたがチームは1986年のエクスパンションで誕生して以来一度もプレーオフに進出したことがないチームであった。ブレイザーズ時代と異なり43試合の出場で、1試合平均20.5分が彼に与えられて平均12.6得点の数字を残すと、翌シーズンには全試合に先発出場、平均36.9分の出場、20.6得点（チームの得点リーダー）、ガード選手としてはトップレベルのシュート成功率50.8％（リーグのガード中4位）、3ポイントシュート成功率44.4％（リーグ2位）の成績を残し、チームの年間最優秀選手に選ばれた。またこの年ネッツは前年より14勝多くあげる40勝42敗で初のプレーオフ出場を果たした。1992-93年シーズンにはリーグ11位である1試合平均22.3得点、3ポイントシュート成功率44.9％（リーグ2位）、シュート成功率51.8％（リーグのガード中2位）となり、オールNBAサードチームに選ばれた。しかしNBAオールスターゲームのメンバーに選ばれなかったことに彼は失望した。この年の得点上位13人のうち、唯一彼はメンバーに選ばれなかった。

## ナショナルチームでの活躍
15歳の時にトルコで行われたU-18バスケットボールバルカン選手権に出場、銅メダルを獲得した。その後ジュニアのバルカン選手権で金メダル、シニア大会でも銀メダルを獲得した。1982年にギリシャで行われたジュニアバスケットボール欧州選手権で銀メダルを獲得した。
シニアになってからの最初の主要大会出場となった1984年のロサンゼルスオリンピックで銅メダル、1986年バスケットボール世界選手権では準決勝でのソビエト連邦代表とのゲームに1点差で敗れて銅メダルとなったが、大会最優秀選手に選ばれた。1987年のバスケットボール欧州選手権ではホスト国であるギリシャ代表に敗れて銅メダル、地元ザグレブで行われた1987年夏季ユニバーシアードでは優勝、1988年のソウルオリンピックではソビエト連邦に敗れて銀メダルを獲得した。アルゼンチンで行われた1990年バスケットボール世界選手権ではブエノスアイレスで行われた決勝でソビエト連邦を破り優勝した。クロアチア独立後初のオリンピックとなった、1992年のバルセロナオリンピックでは「ドリームチーム」に予選ラウンドであたり敗れたが準決勝でEUNを破り決勝で再びドリームチームと対戦した。開始10分ではクロアチアが25-23とリードしたが後にNBA史上偉大な50人に選ばれる選手を何人も擁するアメリカ代表が117-85で勝利した。この試合で彼は24得点をあげた。クロアチア代表として1992年、1993年に彼は40試合に出場、1002得点をあげ、1993年5月31日のエストニア代表戦では48得点をあげた。

## 突然の死、その後
1993年のプレーオフ、クリーブランド・キャバリアーズにチームが敗戦した後、欧州選手権の予選に出場しているクロアチア代表のいるポーランドに向かった。彼はアメリカ人レポーターに対して、チームメートや契約延長交渉の進まないチーム、自身へのリーグの敬意のなさに対して不満があり、ギリシャリーグへの移籍を考えていることをもらした。2つのギリシャのクラブチームが3年間750万ドルの契約を用意していることが明らかにされていた。一説によるとパナシナイコスBCとの契約に彼が合意しているという噂もたっていた。一身上の都合でチームメートと共にクロアチアに帰国しなかった。同年6月7日、彼はドイツのバイエルン州インゴルシュタット近郊のデッケンドルフの雨に濡れたアウトバーンで交通事故に遭い28歳で亡くなった。地元警察によるとコントロールを失ったトラックが中央分離帯を突破して、対向車線であるミュンヘンからの三車線を塞ぐ形で停まってしまい、そこに彼が助手席で睡眠中だったフォルクスワーゲン・ゴルフが数秒後に突っ込んだという。この事故で亡くなったのは彼1人であり、操縦していたドイツ人モデルや、彼との交際がささやかれていたトルコ人のバスケットボール選手は負傷しただけだった。彼が亡くなった原因としてシートベルトをしていなかったこと、視界が悪かったことが原因とされた。
彼の死後、ツィボナ・スタジアムは同年10月4日にドラジェン・ペトロヴィッチ・バスケットボールホールと改称し、ザグレブには彼の名前がつけられた通りができた。11月11日にはニュージャージー・ネッツが彼の背番号3番を永久欠番としマクドナルド選手権のトロフィーは1994年からドラジェン・ペトロヴィッチ・トロフィーと呼ばれるようになった。1995年4月29日にはスイス、ローザンヌにあるIOCの公園に彼のモニュメントがお披露目した。これは史上2人目のことであった。2001年7月9日にゴラン・イワニセビッチはパトリック・ラフターを破りウィンブルドン選手権初優勝を果たすとスプリトで行われた10万人の観衆を前にした優勝パレードで彼の背番号の入ったレプリカジャージを着た。2002年にバスケットボール殿堂入りを果たし、死後13年が経過した2006年にはザグレブにドラジェン・ペトロヴィッチ・メモリアルセンターが完成した。2007年にはFIBA殿堂入りも果たした。2008年には、ユーロリーグ史上の偉大な50人に選ばれている。

## 個人成績

### NBA

#### レギュラーシーズン
| シーズン | チーム | GP  | GS  | MPG  | FG%  | 3P%  | FT%  | RPG | APG | SPG | BPG | PPG  |
| -------- | ------ | --- | --- | ---- | ---- | ---- | ---- | --- | --- | --- | --- | ---- |
| 1989–90  | POR    | 77  | 0   | 12.6 | .485 | .459 | .844 | 1.4 | 1.5 | .3  | .0  | 7.6  |
| 1990–91  | POR    | 18  | 0   | 7.4  | .451 | .167 | .682 | 1.0 | 1.1 | .3  | .0  | 4.4  |
| 1990–91  | NJN    | 43  | 0   | 20.5 | .500 | .373 | .861 | 2.1 | 1.5 | .9  | .0  | 12.6 |
| 1991–92  | NJN    | 82  | 82  | 36.9 | .508 | .444 | .808 | 3.1 | 3.1 | 1.3 | .1  | 20.6 |
| 1992–93  | NJN    | 70  | 67  | 38.0 | .518 | .449 | .870 | 2.7 | 3.5 | 1.3 | .2  | 22.3 |
| 通算     | 通算   | 290 | 149 | 26.4 | .506 | .437 | .841 | 2.3 | 2.4 | .9  | .1  | 15.4 |

#### プレーオフ
| シーズン | チーム | GP | GS | MPG  | FG%  | 3P%  | FT%  | RPG | APG | SPG | BPG | PPG  |
| -------- | ------ | -- | -- | ---- | ---- | ---- | ---- | --- | --- | --- | --- | ---- |
| 1990     | POR    | 20 | 0  | 12.7 | .440 | .313 | .583 | 1.6 | 1.0 | .3  | .0  | 6.1  |
| 1992     | NJN    | 4  | 4  | 40.8 | .539 | .333 | .846 | 2.5 | 3.3 | 1.0 | .3  | 24.3 |
| 1993     | NJN    | 5  | 5  | 38.6 | .455 | .333 | .800 | 1.8 | 1.8 | .4  | .0  | 15.6 |
| 通算     | 通算   | 29 | 9  | 21.0 | .474 | .324 | .696 | 1.8 | 1.4 | .4  | .0  | 10.2 |

### ユーロリーグ
| シーズン | チーム     | GP | GS | MPG | FG% | 3P% | FT% | RPG | APG | SPG | BPG | PPG  | PIR |
| -------- | ---------- | -- | -- | --- | --- | --- | --- | --- | --- | --- | --- | ---- | --- |
| 1984–85† | KKツィボナ | 15 | —  | —   | —   | —   | —   | —   | —   | —   | —   | 30.9 | —   |
| 1985–86† | KKツィボナ | 15 | —  | —   | —   | —   | —   | —   | —   | —   | —   | 37.0 | —   |
| 通算     | 通算       | 30 | —  | —   | —   | —   | —   | —   | —   | —   | —   | —    | —   |